# زعران الكريبتو
كريبتوبانكس  هي عبارة عن مجموعة رموز غير قابلة للاستبدال (إنفتي) على بلوكتشين إيثريوم . تم إطلاق المشروع في حزيران \ يونيو ٢٠١٧ بواسطة استوديو Larva Labs،  فريق مكون من شخصين يضم مطوري البرامج الكنديين مات هول و جون واتكينسون. استوحى المشروع التجريبي من مشاهد البانك اللندنية، وحركة السايبربانك،  وثنائي الموسيقى الإلكترونية دافت بانك . كان مشروع فن الكريبتو القائم على البلوكتشين مصدر إلهام لمعيار طلب تعديل على إيثريوم-٧٢١ ERC-721 الخاص بالـ إنفتي، والذي أصبح منذ ذلك الحين جزءًا من أنظمة التمويل المشفرة واللامركزية في العديد من سلاسل الكتل.
عادةً ما يُنسب إلى كريبتوبانكس الفضل في إطلاق صيحة الإنفتي لعام ٢٠٢١ ، جنبًا إلى جنب مع المشاريع المبكرة الأخرى بما في ذلك كريبتوكيتيز CryptoKitties ونادي اليخت للقردة الملولة Bored Ape Yacht Club وبيع الفنان بيبل Beeple لعمله كل يوم: أول 5000 يوم. يوجد إجمالي ١٠٠٠٠ من رموز كريبتوبانكس.    في ٢ آذار \ مارس ٢٠٢٢ ، تبرع مستخدم مجهول بـ كريبتوبانك رقم ٥٣٦٤ إلى العنوان العام لمحفظة إيثريوم الحكومية الأوكرانية للمساعدة في تمويل الحكومة الأوكرانية ضد الغزو الروسي لأوكرانيا.
في ١١ آذار \ مارس عام ٢٠٢٢، تم الإعلان أن جميع حقوق الملكية الفكرية لكريبتوبانكس تم الاستحواذ عليها من قبل شركة يوغا لابس (الشركة وراء مشروع نادي اليخت للقردة الملولة) مقابل مبلغ لم يتم التصريح عنه. بشكلٍ فوري، أعلنت يوغا لابس أنها ستوزع كافة الحقوق التجارية على مالكي إنفتي كريبتوبانكس.  في ٧ أيار \ مايو ٢٠٢٢، تم إتمام الانتقال في الملكية الفكرية، وانتقل سوق أنغتفي كريبتوبانكس إلى موقع جديد تملكه يوغا لابس.

## المفهوم
هناك عشرة آلاف إنفتي كريبتوبانكس فريدة (٦٠٣٩ ذكر و ٣٨٤٠ أنثى). تم إنشاء كل واحدة منها بطريقة حسابية من خلال كود على الكمبيوتر، وبالتالي لا يوجد رمزان متشابهان تمامًا، مع وجود بعض السمات الأكثر ندرةً من غيرها. تم إطلاق المجموعة في الأصل مجانًا وكان يمكن لأي شخص لديه محفظة إيثريوم الحصول عليها من خلال دفع " رسوم الغاز " فقط، والتي كانت منخفضة في ذلك الوقت.
تمثل معظم الكريبتوبانكس شخصيات بشرية، لكن هناك أيضًا ثلاثة أنواع خاصة: زومبي (٨٨)، وقردية (٢٤)، وكائنات فضائية (٩).

## حالات مثيرة للجدل

### القروض الخاطفة
في تشرين الأول \ أكتوبر ٢٠٢١ ، تم إجراء معاملة إنفتي واحدة مقابل ١٢٤,٤٥٧ عملة إيثر (٥٣٢ مليون دولار أمريكي في وقت البيع) لشراء الكريبتوبانك رقم ٩٩٩٨، وهو سعر أعلى بكثير من جميع مبيعات الإنفتي السابقة، مما أدى إلى تكهنات على وسائل التواصل الاجتماعي بأن هذه المعاملة قد تكون نوعًا ما عملية احتيال أو استغلال أمني أو غسيل أموال. قالت لارفا لابس أن الشراء تم بقرض خاطف حيث اشترى مالك الإنفتي الرمز من نفسه بأموال مقترضة، وأخذ القرض وسداده ضمن معاملة بلوكتشين واحدة،  وبالتالي تم حذف هذه المعاملة من السجل التاريخي للإنفتي ومن كل الإحصائيات ذات الصلة.

### مزاد ساوثبيز لـ ١٠٤ كريبتوبانكس[عدل]
في أوائل عام ٢٠٢٢، تم الإعلان عن مزاد ساوذبيز لمجموعة واحدة من ١٠٤ أعمال كريبتوبانكس.  أقيم المزاد في ٢٣ شباط \ فبراير ٢٠٢٢، لكن البائع (0x650d) غير رأيه بعد ٢٣ دقيقة من بدء المزاد وقرر الانسحاب من المزاد للاحتفاظ بالمجموعة بأكملها.